# Abborrgölen (Tveta socken, Småland)
Abborrgölen är en sjö i Hultsfreds kommun i Småland och ingår i Emåns huvudavrinningsområde.